# Premio Gaudí

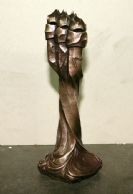
Premio Gaudí

Il Premio Gaudí (in catalano Premis Gaudí) è un riconoscimento assegnato annualmente dall'Accademia del Cinema Catalano allo scopo di promuovere le migliori produzioni cinematografiche catalane. Istituito nel 2009, il premio, che prende nome dall'architetto catalano Antoni Gaudí, sostituisce il Premio Barcellona creato nel 2002. La cerimonia di assegnazione si svolge solitamente tra la fine del mese di gennaio e i primi giorni di febbraio.

## Il premio
Il premio è stato disegnato da Montse Ribé e da David Martí, entrambi premi Oscar al miglior trucco nel 2007 per Il labirinto del fauno, e si ispira ai camini presenti sul tetto de La Pedrera, una delle opere più note di Gaudí.
Il regolamento che disciplina l'assegnazione dei premi stabilisce un meticoloso sistema di determinazione dei film in concorso. Un requisito necessario consiste nel fatto che il film deve essere girato in lingua catalana o in una sua variante (ad esempio, valenciano, dialetto maiorchino, minorchino, catalano balearico, patuet, ecc.), eccezion fatta per i premi al miglior film in lingua non catalana e al miglio film europeo. Sono ammessi anche i film di produzione o coproduzione catalana (partecipazione almeno del 20% di una società catalana) purché impieghino una certa quota di maestranze catalane e contengano riferimenti a "elementi catalani". Infine possono concorrere, a discrezione della giunta direttiva dell'Accademia, anche i cosiddetti film "con talento catalano", ovvero che includono professionisti residenti in Catalogna o catalani che hanno lavorato in film non catalani.
I premi per il miglior film televisivo, il miglior cortometraggio e il miglior film europeo hanno regolamenti specifici. Inoltre, i film idonei per uno di questi tre premi non possono riceverne altri.

## Categorie in concorso
- Miglior film
- Miglior film in lingua non catalana
- Miglior regista
- Migliore sceneggiatura
- Migliore attrice protagonista
- Miglior attore protagonista
- Miglior produttore
- Miglior film documentario
- Miglior cortometraggio
- Miglior film televisivo
- Miglior film d'animazione
- Migliore scenografia
- Migliore attrice non protagonista
- Miglior attore non protagonista
- Miglior montaggio
- Migliore colonna sonora
- Migliore fotografia
- Migliori costumi
- Miglior suono
- Migliori effetti visivi
- Miglior trucco e acconciatura
- Miglior film europeo

Inoltre, l'Accademia assegna il Premio Gaudí onorario Miquel Porter a tutte quelle prestigiose figure professionali che hanno contribuito alla crescita del cinema catalano.

## Edizioni
| Anno | Miglior film                        | Miglior attore protagonista | Miglior attrice protagonista | Miglior attore non protagonista | Miglior attrice non protagonista | Premio Gaudí onorario |
| ---- | ----------------------------------- | --------------------------- | ---------------------------- | ------------------------------- | -------------------------------- | --------------------- |
| 2009 | El cant dels ocells                 | Jordi Dauder                | Anna Lizaran                 | Pep Anton Muñoz                 | Penélope Cruz                    | Jaime Camino          |
| 2010 | Tres dies amb la família            | Àlex Brendemühl             | Nausicaa Bonnín              | Andrés Herrera                  | Clara Segura                     | Josep Maria Forn      |
| 2011 | Pa negre                            | Eduard Fernández            | Nora Navas                   | Roger Casamajor                 | Marina Comas                     | Jordi Dauder          |
| 2012 | Eva                                 | Luis Tosar                  | Verónica Echegui             | Lluís Homar                     | Vicky Peña                       | Pere Portabella       |
| 2013 | Blancaneu                           | Àlex Monner                 | María Molins                 | Eduard Fernández                | Candela Peña                     | Montserrat Carulla    |
| 2014 | La plaga                            | José Sacristán              | Nora Navas                   | Ramon Madaula                   | Clara Segura                     | Julieta Serrano       |
| 2015 | Rastres de sàndal                   | David Verdaguer             | Natalia Tena                 | Eduard Fernández                | Bárbara Lennie                   | Ventura Pons          |
| 2016 | El camí més llarg per tornar a casa | Ricardo Darín               | Laia Costa                   | Javier Cámara                   | Dolores Fonzi                    | Rosa Maria Sardà      |
| 2017 | La prossima pelle (La propera pell) | Eduard Fernández            | Emma Suárez                  | Karra Elejalde                  | Alexandra Jiménez                | Josep Maria Pou       |
| 2018 | Estate 1993 (Estiu 1993)            | David Verdaguer             | Núria Prims                  | Oriol Pla                       | Bruna Cusí                       | Mercedes Sampietro    |
| 2019 | Les distàncies                      | Israel Gómez Romero         | Lola Dueñas                  | Oriol Pla                       | Anna Castillo                    | Joan Pera             |
| 2020 | Els dies que vindran                | Karra Elejalde              | María Rodríguez Soto         | Enric Auquer                    | Laia Marull                      | Francesc Betriu       |
| 2021 | La vampira de Barcelona             | Mario Casas                 | Candela Peña                 | Alberto San Juan                | Verónica Echegui                 | Carme Elías           |
| 2022 | I tuttofare (Sis dies corrents)     | Mohamed Mellali             | Maria Morena                 | Valero Escolar                  | Ángela Cervantes                 | Tomàs Pladevall       |
| 2023 | Alcarràs - L'ultimo raccolto        | Pol López                   | Vicky Luengo                 | Àlex Brendemühl                 | Ángela Cervantes                 | Jaume Figueras        |